# Manneri, Badami
Manneri là một làng thuộc tehsil Badami, huyện Bagalkot, bang Karnataka, Ấn Độ.